# 福島瑞穗
福島瑞穂（1955年12月24日— ）日本政治家、律師。参議院議員（2期）。第3、6代社會民主黨黨首。社會黨國際副議長。學習院女子大學客員教授。

## 經歷
生於日本宮崎縣延岡市。1980年東京大學法學部畢業。1987年成為律師，1998年當選日本參議員。2003年接替土井多賀子出任社會民主黨黨首。鳩山由紀夫上台後擔任消費者行政、少子化對策、食品安全及男女平等事務特命擔當大臣。2010年5月28日，因不支持鳩山政府主張搬遷普天间飞行场的方案而被免職。2013年因參議院選舉社民黨慘敗而引咎請辭黨首職務，但三个月后被请回担任副党首。2020年2月重新担任黨首，2023年12月1日連任。
政見上被視為日本左派，2016年時對外國人參政和富人稅議題表達贊同，對參拜靖國神社議題表達反對。2024年1月18日，訪問北京並在盧溝橋紀念館為二戰道歉。

## 荣誉

### 外国勋章奖章
- 法國國家功績勳章（法国，2021年6月23日于东京颁发[6]）

## 外部連結
- 福島瑞穗在互联网电影资料库（IMDb）上的資料（英文）（英文）